# Klaus Lausch
Klaus Lausch (ur. 19 lutego 1964 w Rott am Inn) – niemiecki żużlowiec, występujący również na długim torze.

## Życiorys
W latach 80. XX wieku należał do ścisłej czołówki niemieckich żużlowców. Siedmiokrotnie stawał na podium Indywidualnych Mistrzostw RFN i Indywidualnych Mistrzostw Niemiec, trzykrotnie zdobywając złote medale (1988, 1989, 1990), trzykrotnie medale srebrne (1984, 1985, 1986) oraz medal brązowy (1991). Dwukrotnie startował w finałach Indywidualnych Mistrzostw Europy Juniorów (Pocking 1982 – XIV m., King’s Lynn 1984 – XVI m.), był również trzykrotnym finalistą Indywidualnego Pucharu Mistrzów (1989 – VIII m., 1990 – IV m., 1991 – VIII m.). Czterokrotnie awansował do finałów kontynentalnych (eliminacji Indywidualnych Mistrzostw Świata; najlepszy wynik: Norden 1990 – X m.). 
W 1991 r. wystąpił w rozgrywkach Drużynowych Mistrzostw Polski, reprezentując Stal Gorzów Wielkopolski.
Największy sukces w karierze odniósł w 1988 w Scheeßel, gdzie zdobył srebrny medal Indywidualnych Mistrzostw Świata w wyścigach na długim torze.
Po zakończeniu sportowej kariery był uznanym tunerem żużlowych silników.

## Przynależność klubowa
Polska
- Stal Gorzów Wielkopolski (1991)